# 周殷廷
周殷廷（英語：Chau Yan Ting；1989年11月1日—），出生於英屬香港，在新加坡長大，香港男歌手、導演。男子組合JFYT成員之一。2015年以歌手身份在香港出道，出道作品為《Gonna Be Alright》。
周殷廷曾獲得的主要獎項包括《新城勁爆頒獎禮》「勁爆男歌手銅獎」。

## 簡歷

### 早年經歷

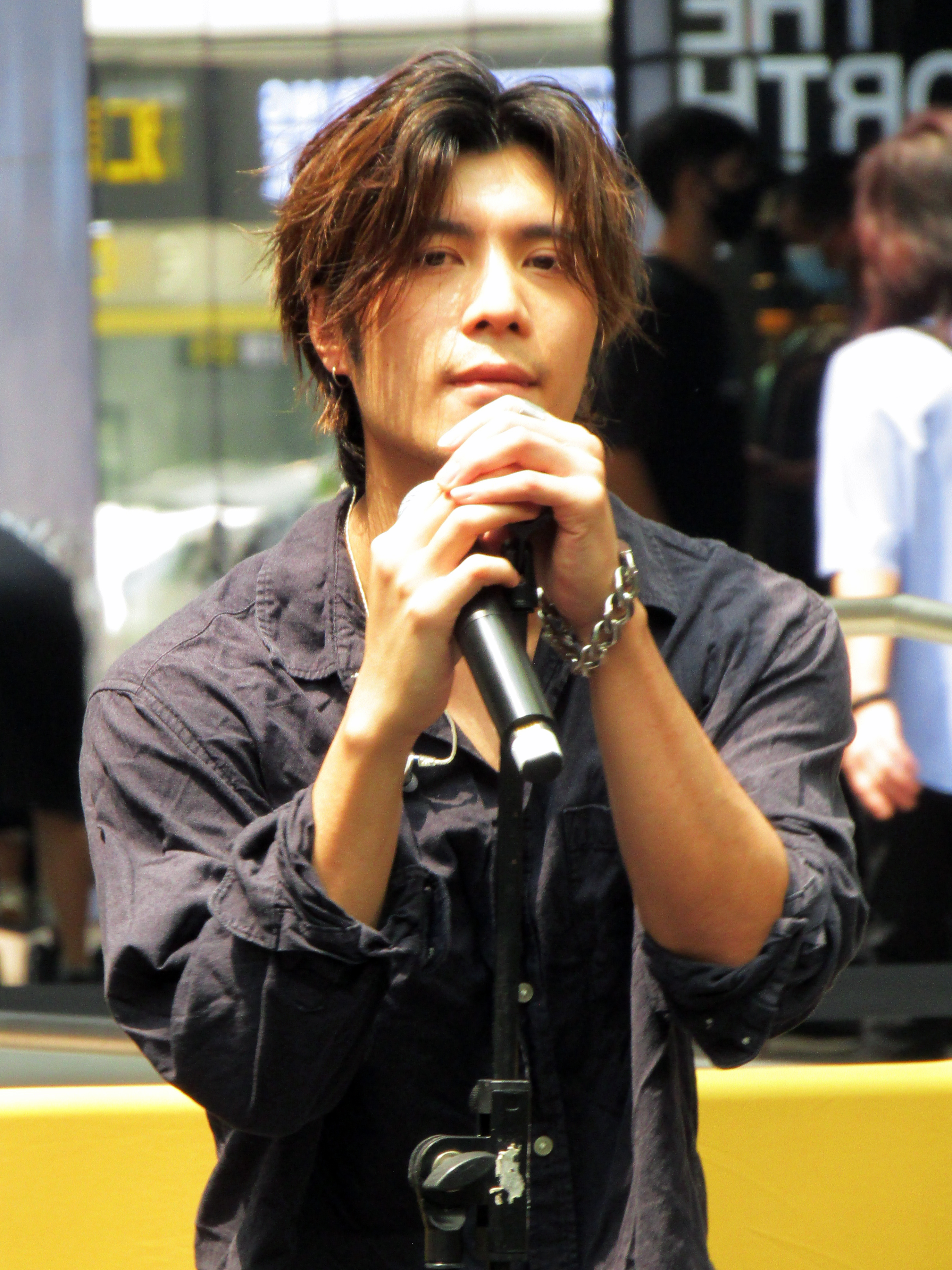
2022年9月17日，周殷廷於尖沙咀K11演出

周殷廷在香港出生，幼稚園時期移民新加坡，並在當地長大和服兵役。小學階段時曾回到香港入讀國際學校，不過因未能適應香港學校的課程，而回到新加坡完成小學及中學學位，再到義安理工學院修讀電影、音響、錄像專上文憑。15歲時立志成為歌手，曾參加新加坡海蝶音樂「非常歌手訓練班」。
2009年，參加台灣第五屆超級星光大道，並進入一百強。

### 出道初期：2015年至2017年
在新加坡結束2年兵役後，周殷廷回到香港，拿著自己親手製作的demo和作品集，前往每一家唱片公司、模特兒公司、電影公司敲門，自薦成為歌手，堅持等到有A&R（藝人製作部）的負責人親自收下，他才肯罷休。後因試音而認識監製陳考威，在陳考威的推薦之下認識了吳雨霏，幫吳雨霏拍攝了《今夜煙花燦爛》lyric video，再經吳雨霏推介而成功於2014年簽約新藝寶唱片，於2015年2月加盟成為旗下歌手。
出道後，周殷廷隨即發布派台歌曲《Gonna Be Alright》，並期望可以一手包辦歌曲製作及音樂錄影帶拍攝，以及盡快舉行個人音樂會。

### 低潮時期：2018年至2021年
2018年因唱片公司資源重整，周殷廷被迫暫緩幕前歌手發展，於幕後發展。
2020年回到新加坡，放棄香港的所有工作。同年，向關係長達16年的初戀女友求婚失敗，陷入事業、愛情雙失局面，進入人生低潮。周殷廷留在新加坡朋友家幫忙製作糕餅，期間不斷嘗試挽回關係，奈何最終不成功，已打算在新加坡做回平凡人。
2021年，已錄製而尚未推出的《遲了悔改》被ViuTV電視劇《太平紋身店》選中作主題曲，周殷廷的聲音重新被觀眾所認識，然而周殷廷聽到公司傳來的消息後，仍沒有回港念頭。

後來，周殷廷在接朋友兒子放學時，突然醒覺不能辜負父母多年精神上和經濟上對他的支持，因而決定回港。

### 穩步發展：2022年至今
2022年，因為公司告知周殷廷他尚有一首歌可以推出，所以周殷廷計劃以《意外現場》作最後一首作品，之後便退出歌手工作。但歌曲成績不錯，打消念頭。同年開始與Youtube頻道JFFT合作，不定時參與直播節目。 周殷廷亦一改以往短髮陽光形象，開始以長髮示人。
2023年2月，推出《My Everything》。同年5月和11月，分別推出《Want》和《Louder》，嘗試不同曲風。《Want》為節奏藍調曲風，而《Louder》為陷阱音樂曲風，更以自身經歷作為歌詞藍圖。
2023年8月，周殷廷已與環球唱片 (香港)約滿，為自由身份，但仍與環球唱片維持合作關係。
2024年2月尾，推出《三生有幸》，包辦曲、詞、監以及音樂影像導演，獲得中文歌曲龍虎榜和Chill Club 推介榜第一位，為出道以來首支冠軍歌。 周殷廷親自制定宣傳計畫和親自聯絡數十位content creator合作，亦接受過百個媒體訪問，作出鋪天蓋地式宣傳，因此《三生有幸》MV推出3日已經在YouTube登上熱門音樂影片第一位，只用了13日便突破一百萬點擊率。
2024年3月，周殷廷宣布即將於九展開2場個人演唱會，門票於公售2小時內售罄。
2024年5月，周殷廷以藝名金秀廷宣佈與JFFT組成限定男子組合JFYT，以組合身份推出首支作品《Hands Up》，同月並舉行了首個個人演唱會《WHO IS YAN TING LIVE 2024》，演唱會中擔任表演者、導演和創意總監。 周殷廷3月前在Instagram只有3萬追蹤者，到5月開演唱會時已有超過10萬追蹤者，知名度急升。
2024年7月5日，推出首隻個人大碟《TO WHOM IT MAY CONCERN》，收錄出道以來所有歌曲，同時收錄演唱會主題曲歌《晨星》，為大碟最後一首派台歌。實體大碟於11月1日推出，同日亦推出《阿修羅》，為2024年度最後一首派台歌。
2024年7月21日，周殷廷擔任鄭秀文第8場「You & Mi 鄭秀文世界巡迴演唱會2023」（Rescheduled ）演唱會嘉賓，首次踏上紅館。
2024年11月22日，周殷廷以黑馬姿勢入圍叱咤樂壇我最喜愛的男歌手5強，周殷廷其後於社交媒體表示驚喜。
2024年12月20日，周殷廷與環球唱片續約，重回唱片公司。
2025年1月，受中學義演啟發，周殷廷推出首次曲詞編監全包的新歌《離別時刻》，為2025年第一首派台歌。
2025年3月，與Tyson Yoshi首次推出合唱歌《1994》。由於歌曲和MV都重現90年代風格，歌曲在社交媒體掀起一片熱潮，MV推出不到2日已經在YouTube登上熱門音樂影片第一位，12日內便突破一百萬點擊率。
2025年5月，周殷廷推出《上場》，首次挑戰rap。這首歌亦是他眾多自己寫的作品中，構思和創作花最長時間的一首歌。

## 軼事
- 早於2016年，張敬軒便已公開推薦周殷廷的《Killa》，讚揚周殷廷的跳唱能力，並看好周殷廷的前途。[34]
- 2022年10月，周殷廷首次出席YouTube頻道JFFT的直播節目，期間JFFT成員米爺將其暱稱「YanTing」簡化成「YT」，後來再演化成「YT大哥」。[35][36][37]由於周殷廷常在訪問中深入地分享人生經驗和道理，這暱稱自此慢慢被網民和他的歌迷，甚至大眾媒體所採用。周殷廷與JFFT成員亦自此發展成為好友，經常合作。[14] 2024年，周殷廷更在JFFT節目中促成好友Gin Lee與素人rio合作推出歌曲《無彩色》。[38]
- 粉絲名稱為「YTDG」，即「殷廷大軍」和「YT大哥」四字的拼音首個字母。名稱能夠同時代表周殷廷及其粉絲，有粉絲和歌手為一體，兩者之間互相支持、一起崛起的寓意。[12][39]
- 早在JFFT的直播節目中，周殷廷已承諾日後若有個人演唱會，便會在最後一日與所有歌迷逐一握手、拍照。於是，2024年5月15日《Who Is Yan Ting Live 2024》完滿結束當天，周殷廷與工作人員慶功後，於凌晨三點返回九展EMAX外，跟等候的歌迷逐一握手、拍照直到凌晨六點。[40][41]
- 在《WHO IS YAN TING LIVE 2024》5月15日場次中，好友陳凱詠擔任演唱會嘉賓時不慎失足，被周殷廷極速摟腰救回，相關片段在社交媒體瘋傳，在全球各地達到1000萬觀看次數。[42] 自此，二人被網民戲稱成「壞過凱廷」情侶。這次事件更於2024年度叱咤樂壇流行榜頒獎典禮中被司儀阿正用作笑話，陳凱詠亦在主持第七屆KKBOX 香港風雲榜時與洪嘉豪重演這一幕。[43][44]
- 2024年7月，因受到一位歌迷的故事啟發，周殷廷向外宣佈將於一年內走訪香港400多間中學進行義演，分享自身經歷以慰勉將參與公開試的學生，並鼓勵他們堅持夢想。[45][46] 周殷廷受義演啟發，其後推出《離別時刻》，送給即將畢業的中學生，MV亦以數十位中學生的合照和文字組成。[47]
- 周殷廷在張振興伉儷書院義演時承諾，若該校籃球隊闖入學界精英籃球賽決賽，便會親自到場觀賽。球隊成功入決賽後，周殷廷兌現承諾前往支持。儘管球隊獲亞軍，其熱血精神啟發周殷廷創作歌曲《上場》，並以紀錄片形式拍攝MV，呈現8組運動員的故事，包括：港足代表陳肇鈞、顏卓彬、田徑的陳一樂、體操的陳卓琳、霹靂舞的曾子驊（BBoy Think）、游泳的盧梓霖、泰拳的庾滺珮，張振興男籃及鄭裕彤女排。[48]
- 周殷廷演出時經常與觀眾近距離互動，在「流行共響節」、TheNextwave XX24 沙灘音樂節等活動均走進觀眾群唱歌，更在The Southside「Music Lounge音樂盛會」中即興由中庭乘坐電梯上商場的一、二樓，邊走邊表演，與各層的觀眾皆近距離互動。[49]
- 由於小時候剛到新加坡時語言不通，因此經常被欺負，導致年輕時期的周殷廷充滿憤怒，幸好後來學懂處理憤怒情緒，與陰暗面共存。[14] 《阿修羅》正是記載自己陰暗面的歌曲，拍攝MV時因為以麻繩索頸，導致差點出意外。[50]
- 周殷廷一直用真名「Yanting周殷廷」上連登與網民互動，亦曾在連登上以標題黨形式宣傳新歌《LOUDER》，引起迴響。[14]

## 個人生活
- 周殷廷堅持每日一餐的生酮飲食模式，平均一星期做3至4日健身，這習慣已維持超過10年。[51]
- 周殷廷經常戴著幾顆戒指，每顆戒指也有相應意思，有一顆象徵北斗星，有一顆象徵著正義、勇氣、平衡、智慧四種美德，以此時刻提醒自己做人的信念。[14]

## 音樂作品

### 個人專輯
| 專輯 # | 專輯名稱               | 專輯類型 | 發行日期                                   | 發行公司 | 曲目 |
| 1st    | TO WHOM IT MAY CONCERN | 大碟     | 2024年7月5日（數位） 2024年11月1日（實體） | 環球唱片 | 曲目 Digital 1. Gonna Be Alright（Featuring 吳雨霏） 2. 半祝福 3. 逃兵 4. 自我催眠 5. Killa 6. 小姐你好 7. 愛與罪 8. 遲了悔改 9. 意外現場 10. My Everything 11. Want 12. Louder 13. 三生有幸 14. 晨星 15. 半祝福（Acoustic Guitar Version） 16. Hands Up（JFYT Version） CD 1. Gonna Be Alright（Featuring 吳雨霏） 2. 半祝福 3. 逃兵 4. 自我催眠 5. Killa 6. 小姐你好 7. 愛與罪 8. 遲了悔改 9. 意外現場 10. My Everything 11. Want 12. Louder 13. 三生有幸 14. 晨星 |

### 單曲
| 曲目                              | 推出日期 | 作曲                                               | 填詞                       | 編曲                                             | 監製                                              | 備註                                          |
| 2015年                            |          |                                                    |                            |                                                  |                                                   |                                               |
| Gonna Be Alright                  | 2月13日  | 陳考威                                             | 陳詠謙 Rap 詞: Ghost Style | 陳考威／Fergus Chow                              | 陳考威／Fergus Chow                               | Featuring 吳雨霏                              |
| 半祝福                            | 5月7日   | 陳考威                                             | 陳詠謙                     | 徐浩                                             | 陳考威                                            |                                               |
| 半祝福（Acoustic Guitar Version） | 6月22日  | 陳考威                                             | 陳詠謙                     | 溫逸朗                                           | 陳考威                                            |                                               |
| 逃兵                              | 8月3日   | Ariel Lai                                          | 林若寧                     | Jim Ling                                         | 舒文                                              |                                               |
| 自我催眠                          | 12月7日  | 陳考威／周殷廷                                     | 林若寧                     | 周俊傑                                           | 陳考威                                            |                                               |
| 2016年                            |          |                                                    |                            |                                                  |                                                   |                                               |
| Killa                             | 9月2日   | Daniel Kim                                         | 林寶 Rap 詞: 陳考威        | Daniel Kim                                       | 陳考威                                            |                                               |
| 2017年                            |          |                                                    |                            |                                                  |                                                   |                                               |
| 小姐你好                          | 3月14日  | 陳考威／T-ma                                       | 林寶                       | T-ma／陳考威                                     | 陳考威                                            |                                               |
| 愛與罪                            | 9月29日  | AGA                                                | 林夕                       | Yusuke Hatano                                    | 舒文                                              |                                               |
| 2019年                            |          |                                                    |                            |                                                  |                                                   |                                               |
| 路過                              | 4月26日  | 陳雪燃                                             | 肖思齊                     | 陳雪燃                                           | 陳雪燃                                            | 首支國語歌曲 電視劇《一場遇見愛情的旅行》插曲 |
| 2021年                            |          |                                                    |                            |                                                  |                                                   |                                               |
| 遲了悔改                          | 1月19日  | 徐浩                                               | 許弘毅                     | 徐浩／黃兆銘                                     | 徐浩                                              | ViuTV電視劇《太平紋身店》主題曲               |
| 2022年                            |          |                                                    |                            |                                                  |                                                   |                                               |
| 意外現場                          | 9月16日  | 潘鵬展                                             | 林寶                       | 徐浩／黃兆銘                                     | 徐浩                                              |                                               |
| 2023年                            |          |                                                    |                            |                                                  |                                                   |                                               |
| 意外現場（JFYT Version）          | 1月13日  | 潘鵬展                                             | 林寶                       | 徐浩／黃兆銘                                     | 徐浩                                              | 與JFFT合唱                                    |
| My Everything                     | 2月14日  | 陳思翰                                             | 亞木                       | 徐浩／黃兆銘                                     | 徐浩                                              |                                               |
| Want                              | 5月16日  | 周殷廷                                             | 許弘毅                     | 馮翰銘                                           | 馮翰銘                                            |                                               |
| WANT（Hater Version）             | 9月29日  | 周殷廷                                             | 許弘毅                     | 周殷廷／JBP／Daniel Toh                          | 周殷廷／JBP                                       | 與ERN9合唱                                    |
| Louder                            | 11月1日  | SQVARE／Darren Ellis Smith／Sean Michael Alexander | 林寶                       | Darren "Baby Dee Beats" Smith                    | 徐浩                                              |                                               |
| 2024年                            |          |                                                    |                            |                                                  |                                                   |                                               |
| 三生有幸                          | 2月23日  | 周殷廷                                             | 周殷廷／林寶               | 黃兆銘                                           | 周殷廷                                            |                                               |
| 晨星                              | 7月5日   | 周殷廷／林家謙／潘鵬展                             | 周殷廷／林寶／林溢欣       | 黃兆銘                                           | 周殷廷                                            |                                               |
| 阿修羅                            | 11月1日  | Michael James Down／Will Taylor／Primoz Poglajen   | 林寶                       | Michael James Down／Will Taylor／Primoz Poglajen | 徐浩                                              |                                               |
| 2025年                            |          |                                                    |                            |                                                  |                                                   |                                               |
| 離別時刻                          | 1月24日  | 周殷廷／潘韋光                                     | 周殷廷／林寶               | 周殷廷／Patrick Yip                              | 周殷廷／徐浩                                      |                                               |
| 1994                              | 3月7日   | Tyson Yoshi／Teddy Fan／MADBOII                    | 程浚彥                     | Teddy Fan／W.Lin／Sean Ling                      | Tyson Yoshi／Teddy Fan／MadBoii／W.Lin／Sean Ling | 與Tyson Yoshi合唱                             |
| 上場                              | 5月30日  | 小熊吶／Delos／維托／熙染／周殷廷                  | 周殷廷／T-Rexx             | Delos／小熊吶／周殷廷／JNYBeatz                  | 周殷廷／JNYBeatz                                  |                                               |

### 派台歌曲成績
| 派台歌曲成績（四台）       | 派台歌曲成績（四台） | 派台歌曲成績（四台） | 派台歌曲成績（四台） | 派台歌曲成績（四台） | 派台歌曲成績（四台） | 派台歌曲成績（四台）            | 派台歌曲成績（四台）                                                                |
| -------------------------- | -------------------- | -------------------- | -------------------- | -------------------- | -------------------- | ------------------------------- | ----------------------------------------------------------------------------------- |
| 唱片                       | 歌曲                 | 903                  | RTHK                 | 997                  | TVB                  | 備註                            | 備註                                                                                |
| 2015年                     |                      |                      |                      |                      |                      |                                 |                                                                                     |
| TO WHOM IT MAY CONCERN     | Gonna Be Alright     | 7                    | 5                    | 4                    | 3                    | Featuring 吳雨霏                | Featuring 吳雨霏                                                                    |
| TO WHOM IT MAY CONCERN     | 半祝福               | -                    | -                    | -                    | -                    | 另派Acoustic Guitar Version版本 | 另派Acoustic Guitar Version版本                                                     |
| TO WHOM IT MAY CONCERN     | 逃兵                 | -                    | -                    | -                    | -                    |                                 |                                                                                     |
| TO WHOM IT MAY CONCERN     | 自我催眠             | -                    | 18                   | 4                    | -                    |                                 |                                                                                     |
| 2016年                     |                      |                      |                      |                      |                      |                                 |                                                                                     |
| TO WHOM IT MAY CONCERN     | Killa                | -                    | 9                    | -                    | ×                    |                                 |                                                                                     |
| 2017年                     |                      |                      |                      |                      |                      |                                 |                                                                                     |
| TO WHOM IT MAY CONCERN     | 小姐你好             | 2                    | 8                    | -                    | ×                    |                                 |                                                                                     |
| TO WHOM IT MAY CONCERN     | 愛與罪               | 13                   | -                    | 12                   | ×                    | 加拿大至 HIT 中文歌曲排行榜：2  | 加拿大至 HIT 中文歌曲排行榜：2                                                      |
| 2018年                     |                      |                      |                      |                      |                      |                                 |                                                                                     |
| 我做你 你做我 Stand By You | 你做我               | -                    | -                    | -                    | ×                    | U記歌手合唱                     | U記歌手合唱                                                                         |
| 派台歌曲成績（五台）       |                      |                      |                      |                      |                      |                                 |                                                                                     |
| 唱片                       | 歌曲                 | 903                  | RTHK                 | 997                  | TVB                  | ViuTV                           | 備註                                                                                |
| 2021年                     |                      |                      |                      |                      |                      |                                 |                                                                                     |
| TO WHOM IT MAY CONCERN     | 遲了悔改             | -                    | -                    | ×                    | ×                    | -                               | ViuTV電視劇《太平紋身店》主題曲 加拿大至 HIT 中文歌曲排行榜：1                      |
| 2022年                     |                      |                      |                      |                      |                      |                                 |                                                                                     |
| TO WHOM IT MAY CONCERN     | 意外現場             | -                    | 2                    | 5                    | 6                    | -                               | 翌年上榜（TVB） 另派與JFFT合唱版本 加拿大至 HIT 中文歌曲排行榜：9                   |
| 2023年                     |                      |                      |                      |                      |                      |                                 |                                                                                     |
| TO WHOM IT MAY CONCERN     | My Everything        | -                    | -                    | 5                    | -                    | 8                               |                                                                                     |
| TO WHOM IT MAY CONCERN     | Want                 | -                    | 3                    | 20                   | -                    | -                               |                                                                                     |
| TO WHOM IT MAY CONCERN     | Louder               | -                    | 3                    | -                    | -                    | 5                               | 翌年上榜（ViuTV）                                                                   |
| 2024年                     |                      |                      |                      |                      |                      |                                 |                                                                                     |
| TO WHOM IT MAY CONCERN     | 三生有幸             | 12                   | 1                    | 3                    | 19                   | 1                               | 首支兩台冠軍歌 加拿大至 HIT 中文歌曲排行榜：4 《Billboard》香港歌曲榜：1（2週冠軍） |
| TO WHOM IT MAY CONCERN     | 晨星                 | 3                    | 3                    | 5                    | -                    | -                               |                                                                                     |
|                            | 阿修羅               | 13                   | -                    | 1                    | -                    | 4                               | 加拿大至 HIT 中文歌曲排行榜：10                                                     |
| 2025年                     |                      |                      |                      |                      |                      |                                 |                                                                                     |
|                            | 離別時刻             | 17                   | 1                    | 1                    | 13                   | 2                               | 兩台冠軍歌 加拿大至 HIT 中文歌曲排行榜：6                                           |
| 3rd Rocket 666             | 1994                 | 2                    | 1                    | 3                    | ×                    | 1                               | 兩台冠軍歌 與Tyson Yoshi合唱 加拿大至 HIT 中文歌曲排行榜：8                         |
|                            | 上場                 | 20                   | -                    | 2                    | -                    | 2                               | 加拿大至 HIT 中文歌曲排行榜：13                                                     |

| 各台冠軍歌總數 | 各台冠軍歌總數 | 各台冠軍歌總數 | 各台冠軍歌總數 | 各台冠軍歌總數 | 各台冠軍歌總數    | 各台冠軍歌總數    | 各台冠軍歌總數 |
| -------------- | -------------- | -------------- | -------------- | -------------- | ----------------- | ----------------- | -------------- |
| 四台a          | 903            | RTHK           | 997            | TVB            | 備註              | 備註              |                |
| 四台a          | 0              | 3              | 2              | 0              | 四台冠軍歌總數：0 | 四台冠軍歌總數：0 |                |
| 五台b          | 903            | RTHK           | 997            | TVB            | ViuTV             | 備註              |                |
| 五台b          | 0              | 3              | 2              | 0              | 2                 | 五台冠軍歌總數：0 |                |

- （*）仍在榜上
- （-）未能上榜
- （×）沒有派往該台
- ^  注解a：包括2021年後的冠軍歌曲
- ^  注解b：2021年起

## 演出

### 電視節目
| 年份   | 電視頻道 | 節目名稱                     | 備註                          |
| 2016年 | ViuTV    | 《碌卡大導》                 | 第9集中飾演Tom                |
| 2017年 | 奇妙電視 | 《Learning 男》              | 主持                          |
| 2017年 | ViuTV    | 《歌度有…》                  | 第2集嘉賓                     |
| 2017年 | ViuTV    | 《雙商》                     | 第4集《願意包容》中飾演李顯華 |
| 2017年 | ViuTV    | 《總有一瓣喺左近》           | 第19集嘉賓                    |
| 2018年 | 奇妙電視 | 《四小時生活圈》             | 第5、6集（新加坡篇）嘉賓主持  |
| 2018年 | ViuTV    | 《搞鬼歌手》                 | 主演                          |
| 2018年 | ViuTV    | 《又要威 又要戴頭盔》        | 第108集嘉賓                   |
| 2019年 | ViuTV    | 《Good Night Show 發洩擂台》 | 第44集嘉賓                    |
| 2023年 | ViuTV    | 《MM730-粉絲福利署》         | 第56集嘉賓                    |
| 2023年 | ViuTV    | 《正一廣東話》               | 第7集嘉賓                     |
| 2023年 | 港台電視 | 《港樂·講樂》                | 第46集嘉賓                    |
| 2023年 | ViuTV    | 《Chill Club》               | 第185集嘉賓                   |
| 2024年 | ViuTV    | 《Chill Club》               | 第224、228、234集嘉賓         |
| 2024年 | 港台電視 | 《香江暖流》                 | 4月8日《我們的VIP》嘉賓       |

### 電影
| 年份   | 片名   | 首映日期      | 角色                     |
| 2019年 | 入鐵籠 | 2019年3月21日 | 堅持（雷振聲拳館二師兄） |

## 演唱會／音樂會

### 個人
| 日期                  | 名稱                      | 場地                         | 備註 |
| 2024年5月14日—5月15日 | WHO IS YAN TING LIVE 2024 | 九龍灣國際展貿中心 Star Hall |      |
| 2025年3月9日          | 離別時刻Last Day 簽唱會   | 觀塘海濱                     |      |
| 2026年月日            | Yan Ting Live 2026 演唱會 | 紅磡香港體育館               |      |

### 其他音樂會及演唱會
| 日期              | 名稱                                                              | 場地                | 備註                                                                                        |
| 2024年5月28日     | 「流行共響節」（Urban Jam Festival）                              | 銅鑼灣利園區啓超道  |                                                                                             |
| 2024年6月29日     | TheNextwave XX24 沙灘音樂節                                       | 愉景灣大白灣沙灘    |                                                                                             |
| 2024年7月21日     | You & Mi 鄭秀文世界巡迴演唱會香港站                               | 紅磡香港體育館      | 首次擔任演唱會嘉賓以及於紅館演出                                                            |
| 2024年9月14-15日  | Jam Off 2024 Singapore                                            | Somerset Youth Park |                                                                                             |
| 2024年9月22日     | Pink Dot HK一點粉紅2024                                           | 西九文化區藝術公園  |                                                                                             |
| 2024年11月2日     | HKT西九音樂節：越流行                                             | 西九文化區竹翠公園  |                                                                                             |
| 2024年11月21-22日 | 麥當勞戶外野餐音樂會「SUCH a Goooood Festival」                   | 太古公園            |                                                                                             |
| 2024年11月30日    | 2024美獅鋒味搖滾美食節                                            | 美獅美高梅          |                                                                                             |
| 2024年12月22日    | YouTube Music Night耶誕演唱會                                     | 台北信義            | 再次在台灣演唱他在2009年第五屆超級星光大道中的參賽曲目《我會好好過》                        |
| 2025年3月8日      | The Singleton Just Sing Live in Wonderland                        | 西九文化區竹翠公園  |                                                                                             |
| 2025年4月5日      | Eclipseplus x Uni-Fest 大專聯校音樂節                             | PORTAL              |                                                                                             |
| 2025年5月31日     | Katch 音樂娛樂平台呈獻：第七屆KKBOX 香港風雲榜－ The Beat Goes On | 亞洲國際博覽館      | 首唱新歌《上場》，並跟陳蕾重新演繹二人版《三生有幸》                                        |
| 2025年7月4日      | Tyson Yoshi The Villain Live in Hong Kong                         | 啟德體藝館          | 擔任演唱會嘉賓，跟Tyson Yoshi 進行《1994》的首次公開合唱，並穿上「大隻佬衫」跟Tyson搞笑比併 |

### 其他表演
| 日期           | 名稱                                     | 場地                | 備註           |
| 2024年9月8日   | 凝皓教育第一屆Define Your DREAM歌唱比賽  | 青年廣場 (Y 綜藝館) | 表演嘉賓及評判 |
| 2024年11月27日 | 新加坡節2024 （Singapore Festival 2024） | 中環街市            |                |
| 2025年5月30日  | 凝皓教育挑戰杯（曼聯對港隊）             | 香港大球場          | 中場表演嘉賓   |

## 執導作品

### 電影
| 年份   | 片名     | 首映日期 | 擔任崗位   |
| 拍攝中 | 雨夜之徒 | 2025年   | 導演       |
| 未知   | 疾風     | 未知     | 導演及演員 |

### MV
| 年份 | 歌手                          | 作品名稱                        | 擔任崗位                                        |
| 2013 | 吳雨霏                        | 今夜煙花燦爛 Lyric Video        | 導演及剪接（Yan Ting, Fergus Chow, 陳考威）     |
| 2014 | Super Girls                   | 鎂光燈下 〈Studio Version〉     | 拍攝及剪接 （陳考威、Yan Ting 及 Kenny EG Wong) |
| 2015 | Super Girls                   | 黑色西裝                        | 導演及剪接 （陳考威，Yan Ting）                 |
| 2015 | AGA                           | Superman                        | 導演 （陳考威，Yan Ting）                       |
| 2015 | Super Girls                   | 有沒有我？                      | 導演 （陳考威，Yan Ting）                       |
| 2015 | Super Girls                   | 有沒有我？〈深情版〉            | 導演 （陳考威，Yan Ting）                       |
| 2015 | 周殷廷                        | 自我催眠                        | 導演及美術 （陳考威，Yan Ting）                 |
| 2016 | 周殷廷                        | Killa                           | 導演 （Yan Ting, Kenny Eg Wong）                |
| 2017 | 周殷廷                        | 小姐你好                        | 導演 （Yan Ting, Kenny Eg Wong，陳考威）        |
| 2017 | AGA                           | 3AM                             | 監製及導演 （AGA，Yan Ting, Kenny Eg Wong）     |
| 2017 | 周殷廷                        | 愛與罪                          | 導演 （Yan Ting, Spade Hung）                   |
| 2018 | Super Girls                   | 睡衣派對                        | 導演 （Yan Ting, Spade Hung，Kenny Eg Wong）    |
| 2019 | MIRROR                        | ASAP                            | 導演 （Yan Ting）                               |
| 2020 | Gin Lee                       | 幸福門                          | 監製 （Yan Ting）                               |
| 2021 | Gin Lee                       | 日出時讓街燈安睡 (feat. 張學友) | 導演及剪接 （Yan Ting）                         |
| 2021 | 陳奕迅 x Renée Fleming x 朗朗 | I Want...                       | 導演 （Yan Ting）                               |
| 2022 | 周殷廷                        | 意外現場                        | 導演 （Yan Ting）                               |
| 2022 | "JFYT" - 周殷廷 X JFFT        | 意外現場                        | 導演 （Yan Ting）                               |
| 2023 | Gin Lee                       | Dum Dum                         | 導演 （Yan Ting）                               |
| 2023 | 周殷廷                        | My Everything                   | 導演 （Yan Ting）                               |
| 2023 | Gin Lee                       | 單戀這件小事                    | 導演 （Yan Ting）                               |
| 2023 | 周殷廷                        | Want                            | 導演 （Yan Ting）                               |
| 2023 | 周殷廷 X ERN9                 | Want ( Hater Version )          | 導演 （Yan Ting）                               |
| 2023 | Gin Lee                       | 後人類的美麗與哀愁              | 導演 （Yan Ting）                               |
| 2023 | 周殷廷                        | Louder                          | 導演 （Yan Ting）                               |
| 2024 | 周殷廷                        | 三生有幸                        | 導演 （Yan Ting）                               |
| 2024 | JFYT                          | Hands Up                        | 導演 （Yan Ting）                               |
| 2024 | 周殷廷                        | 晨星                            | 導演 （Yan Ting）                               |
| 2024 | 周殷廷                        | 阿修羅                          | 導演 （Yan Ting）                               |
| 2024 | JFYT                          | 沉人啟示 난파선의남자           | 導演 （Yan Ting）                               |
| 2025 | 周殷廷                        | 上場                            | 導演 （Yan Ting）                               |

## 獎項
| 年份   | 頒獎典禮                       | 獎項                       | 作品         | 備註     |
| 2015年 | 新城勁爆頒獎禮2015             | 新城勁爆新人王（男歌手）   | 不適用       | 獲獎     |
| 2024年 | Chill Club 推介榜年度推介23/24 | Chill Club年度節奏藍調歌曲 | 《Louder》   | 最後五強 |
| 2024年 | 新城勁爆頒獎禮2024             | 十大勁爆歌曲               | 《三生有幸》 | 獲獎     |
| 2024年 | 新城勁爆頒獎禮2024             | 勁爆男歌手                 | 不適用       | 銅獎     |
| 2024年 | 2024年度叱咤樂壇流行榜頒獎典禮 | 叱咤樂壇我最喜愛的男歌手   | 不適用       | 最後五強 |
| 2024年 | 2024年度叱咤樂壇流行榜頒獎典禮 | 叱咤樂壇我最喜愛的歌曲     | 《三生有幸》 | 最後十強 |
| 2025年 | 第四十六屆十大中文金曲         | 十大中文金曲獎             | 《三生有幸》 | 獲獎     |

## 代言人
| 年份 | 代言公司    |
| ---- | ----------- |
| 2015 | FAC搏藝中心 |

## 外部連結
- 周殷廷的Instagram帳戶
- 周殷廷的Facebook專頁
- YouTube上的周殷廷頻道
- 周殷廷的新浪微博
- JFYT男團的Instagram帳戶